# 関東州の競馬

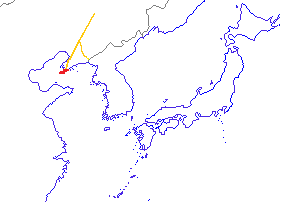
関東州。赤が遼東半島先端部（旅大地域：旅順・大連）、黄色が初期の南満洲鉄道。

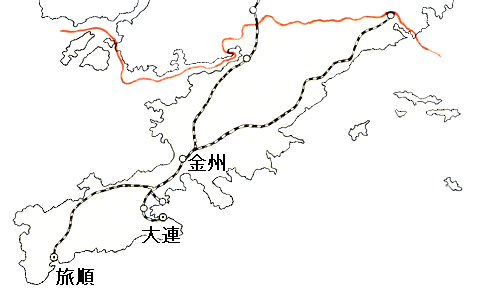
日本が租借した遼東半島先端部（旅大地域）。面積は3,462.5平方キロメートルで鳥取県3,507.2平方キロメートルとほぼ同じ大きさである。旅順・大連・金州に競馬場があった。

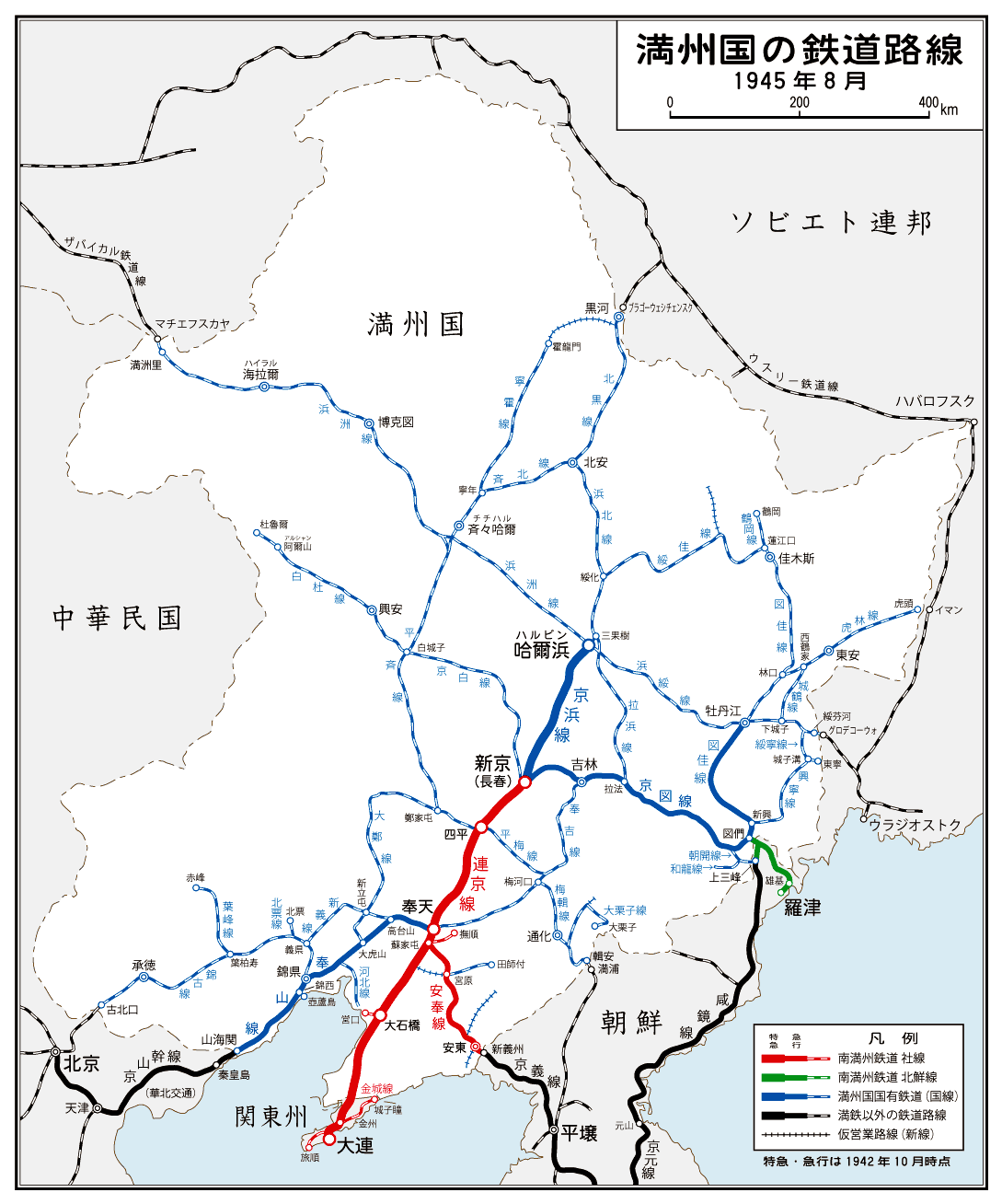
満洲国成立後の満洲の鉄道。赤の部分が関東州時代からの満鉄。

関東州の競馬（かんとうしゅうのけいば）では関東州（遼東半島先端部と南満洲鉄道附属地）における日本人の植民地競馬について述べる。関東州は遼東半島先端部と南満洲鉄道付属地（満鉄付属地）からなるが、満鉄付属地の行政権は1937年（昭和12年）満洲国に委譲され満鉄付属地の競馬場も1937年以降は満洲国に組み込まれるので、それ以降の満鉄付属地競馬は別項満洲国の競馬で述べる。
日露戦争の結果、日本は関東州の租借権を得た。日本人は、最初に大連、続いて奉天に競馬場を作り、さらに安東、旅順、金州、鞍山、撫順、開原、遼陽にも競馬場を設けた。1935年（昭和10年）には関東州の競馬場は7か所になる。7か所のうち満洲鉄道付属地内の4つの競馬場（奉天、安東、鞍山、撫順）は1937年（昭和12年）に満洲国の行政下に移り（満洲国では競馬場はさらに新設・拡大される）、1937年（昭和12年）以降の関東州は遼東半島先端部のみになり関東州の競馬は大連、旅順、金州の3か所になる。
関東州の競馬は最初こそ内地の法律を伺い見ていたものの、関東軍の馬政戦略に組み込まれて独特の競馬を行い、関東庁と関東軍が独自支配するようになった以降は内地の規制から離れていった。競馬の管轄官庁が農林省ではなく関東庁と陸軍（関東軍）であること。馬は満洲産馬およびそれとアラブの雑種で競馬を行い、サラブレッドを徹底的に排除したこと。牝馬のみで競馬を行い、牡馬と騸馬を競走から排除したこと。1940年（昭和15年）、関東州に残る3つの競馬場も日本の租借地でありながら日本の法体系から脱却し他国である満洲国の競馬法を取り入れ甚だしく賭博性の高い競馬を行ったこと。などの特徴がある。
1924年（大正13年）に奉天競馬場が引き起こした日中間の国際問題は日本陸軍・日本外務省間の対立を招き、関東軍の独走を招く一因にもなっている。

## 前史
日露戦争までの中国ではイギリス人によって上海や天津、ロシア人によってハルビンやハイラル、満洲里、在留外国人によって営口
などで競馬が行われていた。また、旅順付近でも1900年から日露戦争までの間ロシア人が競馬を行っていたという。

1905年(明治38年)日露戦争の勝利によって遼東半島先端部と南満洲鉄道（満鉄)の租借権がロシアから日本に譲渡され、大陸における日本人の植民地経営がはじまっている。
イギリス人が経営する上海や天津競馬の盛況をみて1917年(大正6年)関東州で競馬を企画する者が現れたが、この時は許可されなかった(1923年(大正12年)までは内地でも馬券発売は禁止されている）。

## 大連競馬の始まり
1919年(大正8年)満洲競馬法制定の請願書が帝国議会で採択されたのを機に関東州での競馬が動き出す。
1920年(大正9年)7月大連の老虎灘に1周320メートルの馬場を作った大連乗馬会が関東軍と満鉄の後援で花競馬を行い、1枚1円で配当は5倍を限度として馬券を発売したのが日本人による関東州競馬の嚆矢とされている。同会は同年9月にも花競馬を行うが大連乗馬会の花競馬は稚拙なものだったという。
また、同年、大連の周水子に1周1マイル、コース幅15間(27.3メートル)の馬場を作った遼東競馬倶楽部という組織が競馬を行ったという。遼東競馬倶楽部では馬券5枚付入場券11円、馬券2枚付き入場券5円、馬券1枚付き入場券3円など3種の券を発売し、控除率30%として競馬を行い2万円の売り上げがあったという。大連周水子の遼東競馬倶楽部は翌年以降も競馬を行っている。
1923年(大正12年)になると大連ではこのほかにも競馬を行う団体が現れ、満蒙馬匹改良協会という団体が老虎灘競馬場で競馬を行って3日間で23万円を売り上げ、大連星ヶ浦では1周800メートルの馬場を作って民衆競馬という競馬が行われ盛況だったという。老虎灘競馬場は狭く、周水子競馬場は広いが大連市街からは遠く、後の公認大連競馬は星ヶ浦で行われている。1923年(大正12年)にはたくさんの団体が競馬を企画したという。

## 大連競馬倶楽部
1923年(大正12年)内地で競馬法(旧競馬法)が成立し馬券発売が始まると、関東州でも大正12年勅令第340号(関東州ニ於ケル競馬ニ関スル勅令)が公布され、関東州で競馬を企画する数多い民間団体は一つにまとめられ社団法人大連競馬倶楽部が発足した。
大連競馬倶楽部は1923年(大正12年)10月第1回競馬、11月第2回競馬を周水子競馬場で行い、周水子競馬場は大連市街から遠く不便だったため、1923年(大正12年)大連星ヶ浦に1周1マイルの競馬場を作り移転した。
星ヶ浦競馬場は南側は塩田に面し、東側は入り江になっており、初期の整備されていないころは満ち潮や強風で海水を被ることもあったが、次第に整備され4000人収容のスタンドなどが設置された。
大連競馬は年を経るごとに規模を拡大している。
| 大連競馬データ（昭和7年までの数字） | 大連競馬データ（昭和7年までの数字） | 大連競馬データ（昭和7年までの数字） | 大連競馬データ（昭和7年までの数字） | 大連競馬データ（昭和7年までの数字） | 大連競馬データ（昭和7年までの数字） | 大連競馬データ（昭和7年までの数字） | 大連競馬データ（昭和7年までの数字） | 大連競馬データ（昭和7年までの数字） |
| 年号                                | 年                                  | 開催回数                            | 開催日数                            | 競走回数                            | 出走馬数                            | 入場者数                            | 馬券売上                            | 競馬賞金総額                        |
| ----------------------------------- | ----------------------------------- | ----------------------------------- | ----------------------------------- | ----------------------------------- | ----------------------------------- | ----------------------------------- | ----------------------------------- | ----------------------------------- |
| 大正                                | 12                                  | 2場所                               | 8日                                 | 96回                                | 242頭                               | 9,352人                             | 162,015円                           | 26,270円                            |
| 大正                                | 13                                  | 3                                   | 12                                  | 142                                 | 283                                 | 22,598                              | 411,290                             | 41,976                              |
| 大正                                | 14                                  | 4                                   | 16                                  | 196                                 | 307                                 | 46,688                              | 583,451                             | 43,615                              |
| 大正                                | 15                                  | 4                                   | 16                                  | 208                                 | 351                                 | 53,563                              | 609,087                             | 62,320                              |
| 昭和                                | 2                                   | 4                                   | 16                                  | 219                                 | 375                                 | 49,939                              | 668,607                             | 61,380                              |
| 昭和                                | 3                                   | 4                                   | 16                                  | 225                                 | 426                                 | 51,806                              | 677,621                             | 69,505                              |
| 昭和                                | 4                                   | 4                                   | 22                                  | 314                                 | 545                                 | 45,039                              | 956,799                             | 88,910                              |
| 昭和                                | 5                                   | 4                                   | 24                                  | 346                                 | 582                                 | 48,309                              | 1,109,560                           | 95,585                              |
| 昭和                                | 6                                   | 4                                   | 24                                  | 336                                 | 582                                 | 69,644                              | 1,213,755                           | 104,775                             |
| 昭和                                | 7                                   | 4                                   | 30                                  | 425                                 | 849                                 | 117,291                             | 1,622,505                           | 143,650                             |

大連競馬は年2場所が定例で他に臨時開催を加えて行われた。馬は外蒙古やハイラル地方の蒙古馬を基礎にした満洲馬とそれの子孫で行われ、主に抽籤馬である。1932年(昭和7年)時点での獲得賞金高の多い5頭中4頭を抽籤馬が占めている。呼馬も1924年(大正13年)から導入され、呼馬は初期は蒙古やハイラルから購入していたが、関東州内で満洲馬の改良種が生産されるようになってからは関東州内の産馬が主流になっている。関東州の出走馬は牝馬のみに限定された（例外的に初期と昭和3－5年に少数の騸馬が出走している)。
競走は駈足競走(普通の競馬)に加えて繋駕速歩競走（トロットレース）も行われ、駈足競走は1200メートルから2400メートル(最多は1600メートル）で行われ、繋駕速足競走は2200メートルから4000メートル(最多は3200メートル）で行われた。1932年(昭和7年)では駈足競走が372回に対して繋駕速足競走は30回行われている。
騎手は1933年(昭和8年)の数字では大連競馬倶楽部所属39人のうち九州出身者が半数以上を占め、これは他の関東州競馬場(奉天、安東)でも同じ傾向だったという。

## 関東州の馬券
当時の内地の馬券の規則では馬券（1枚5円以上20円以下)は高額で庶民がおいそれと買えるものではなく、逆に一人1レースについて1枚の枚数制限があり金持ちだからと沢山買えたわけではない。また勝ち馬券の配当も最高で10倍までとされている。これらの制限は競馬の射幸性を制限し賭博としての弊害を生まないためである。大連競馬場を含む関東州の競馬も1940年(昭和15年)までは内地の規則に準じて馬券の価額は5円もしくは20円で(大正13年のみ10円)で一人1レースに付き1枚、払い戻しは最高10倍までとしている。
しかし、競馬の発展を通じて軍馬の改良と増産を目論む関東軍は馬券の制限が気に入らず、関東軍が独走して作った満洲国ではこれらの馬券制限を撤廃し、満洲国に組み込まれなかった遼東半島先端部の関東州競馬も引きずられるように1940年(昭和15年)日本の法体系を脱却して、満洲国の競馬規則を取り入れ、無制限の馬券を発売する。
1931年(昭和6年)関東州では景品付き入場券(揺彩票)の発売を開始した。 1枚3円の券が最高で4万円になる事実上の宝くじ付入場券である。それまで競馬に関心のなかった人々も一攫千金の夢を見て競馬場に吸い寄せられていく。1931年(昭和6年)以降は入場人員、売り上げともに飛躍的に伸びていく。漢民族、満洲人も揺彩票に魅せられて競馬を始め、日本人と同程度に競馬場に集まったという。

## 関東軍の競馬戦略
最初の大連の競馬は上海、天津などのイギリス人が経営する競馬場からの転戦馬が多かったという。イギリス人の競馬は騸馬が多いが、関東軍はこれを嫌い、関東州の競馬は満洲産牝馬限定で行わせるようになった。また、関東州の競馬ではスピードは速いが軍馬には向かないサラブレッドを徹底的に排除している。
当時の軍隊では騎兵、大砲曳馬、輜重馬と馬は重要な戦力だったが、日清戦争、義和団の乱、日露戦争と日本陸軍が大陸に進出するたびに、日本馬の貧弱さと性質の悪さが露呈していた。諸外国の軍人からは「日本軍は馬のようなものに乗っている。」「日本軍の馬は家畜ではなく野獣である。」と馬鹿にされ、日本陸軍自身も日本馬の貧弱さと性質の悪さに頭を抱えた。日本陸軍はシベリア出兵の折に蒙古馬の耐候性と強靭さに注目し、蒙古馬を中心とした馬政計画を考えていったという。
大連で始まった関東州の競馬は関東軍と関東庁、満鉄の合意の元で満洲産牝馬限定とされた。良い馬を量産するには良牡馬は少しでいい（牡馬は年に100頭以上に種付けが可能）しかし、牝馬は年に1頭しか仔馬を産めないために軍は馬産のカギは良い牝馬を多く集めることだと考えた。競走馬として集めた多数の満洲産牝馬に関東軍が用意した選び抜かれた良質なアングロアラブ系種牡馬を掛け合わせて馬の改良を考えたのである。
関東軍と関東庁、満鉄は毎年、満蒙(満洲と内蒙古)で優れた牝馬を購入する(価格は150円から220円程度 )。関東軍が購入した牝馬は1頭に付き50円の補助金を付けて抽籤配布する（馬主にとっては格安で購入できる。補助金の額も年によって変動している30円から90円）。関東軍と関東庁、満鉄は補助金に使った予算を競馬の売り上げから補充する。といった流れで行い、競走を満蒙牝馬限定で行えている限り、軍は懐を痛めずに（痛むのは馬券購入者の懐である）牝馬を集められ、馬の購入者は格安で馬主になれる。この牝馬が競走から引退したら繁殖牝馬とし、陸軍が用意した優良な種牡馬を掛け合わせるのである。この種付け事業は関東軍と関東庁、満鉄が協力して各地に種牡馬を派遣して種付をして回っている。競馬を満蒙産牝馬限定にしないとこのサイクルは上手くいかない。また、満蒙産牝馬限定とすることでスピードは速いが軍馬には向かないサラブレッドの排除が容易になる。もちろん、満蒙産牝馬と軍が用意したアラブ系種牡馬から生まれた牝馬は出場が可能である。
サラブレッドを廃し軍馬向けの馬を推奨したい軍部に対して、サラブレッドを知ってしまった内地の競馬ファンはサラブレッドによるスピードのある見ごたえする競馬を望む。ファンが望めば競馬会もそれを望み、馬主や生産者もサラブレッドを望む訳である。したがって内地の競馬ではサラブレッドの排除は徹底できなかった。しかしサラブレッドが最初から徹底的に排除されており見比べる馬が満洲産牝馬しかいなければ、それはそれでレースを組めるし競馬ファンも競馬を楽しめるのである。新しく日本人の競馬が始まる関東州、満洲では軍が競馬を主導して陸軍の理想とする競馬を行っていく。
関東軍と関東庁、満鉄は競馬を満鉄付属地に拡大し次に奉天に競馬場をつくるが、奉天の競馬場は関東軍と関東庁、満鉄と日本外務省の対立を引き起こし、関東軍が独走していくことの一つのきっかけにもなっている。

## 奉天競馬場
満鉄付属地は法的位置が明確ではなかったため奉天に設けられた競馬場は日中間、日本陸軍・日本外務省間の問題を引き起こしていく。
奉天では1922年(大正11年)にすでに中国人の名義で競馬が行われたが、この中国人は張作霖に逮捕され、この競馬で馬券を買おうとした日本人は日本官憲から賭博罪を問われて購入を阻止されている。1923年(大正12年)には日本人団体が関東庁の許可で奉天市弥生町に5ハロン（1000メートル)の競馬場を作って花競馬を開催したという。これは競馬法の下で行われたものではなく、馬券ではなく福券（現金ではなく景品または商品券で払い戻し）でおこなっていた。
1923年(大正12年)、関東州でも認可された社団法人による競馬が合法になると1924年(大正13年)に奉天競馬倶楽部が社団法人申請を奉天総領事館に出す。満鉄付属地は行政権は関東庁にあったが、満鉄付属地の法的立場は国際法的に明確ではなかったため、在外日本人を管轄する立場で外務省現地領事館が認可を与えるものとし外務省が管轄権を持つものとしていた。1924年(大正13年)6月に奉天総領事館から設立認可を得た奉天競馬倶楽部は1924年(大正13年)7月第一回目の競馬を奉天市弥生町の馬場で行うが、続いて奉天競馬倶楽部はより広い1周1マイルの競馬場を満鉄付属地の西、満鉄付属地外に建設してしまう(この馬場の跡地は満洲国時代には飛行場になる)。満鉄付属地外つまり完全に中華民国の主権下の土地に建設された競馬場は中国官憲の摘発を受け、それに対して日中の警官同士の抗争や日本軍の出動などのトラブルを引き起こし外交問題になったが、日本側に主権が無いため満鉄付属地外の新競馬場は半年足らずのうちに閉鎖される。満鉄付属地外の新競馬場で国際問題を引き起こした奉天競馬倶楽部は弥生町の旧馬場、続いて満鉄付属地内の葵町やさらに1932年(昭和7年)に再々移転して砂山町に競馬場を新設する。
1932年の奉天競馬倶楽部の会員82人のうち日本人は73人で満洲人が6人、外国人が3人を占めている。開催は年に４ないし5場所で1場所6日間、1日に12レース行うことを基本にしていた。競走馬では競馬倶楽部として購入を義務とされた抽籤馬は満蒙産牝馬限定で体高は56インチ(142.2センチ)以下とした。

## 外務省と陸軍の対立
満鉄付属地の法的立場が明確ではないことと満鉄付属地外の新競馬場のトラブルを受けて、1925年(大正14年)関東庁は「競馬法二拠ラサル競馬許可二関スル件」という文章を奉天総領事館に送る。
1924年(大正13年)に奉天競馬倶楽部に対して認可を与えたのは奉天総領事館つまり外務省だが、関東庁は「支那(中国のこと)側の干渉に対して牽制として関東庁は奉天競馬倶楽部に対して競馬法に拠らない競馬を許可する。」と通知したのである。
競馬場問題で外務省は中華民国との更なるトラブルを避けようと動いた。当時の外務大臣は幣原喜重郎と国際協調派の人物だったこともある。奉天総領事吉田茂は奉天競馬場を日中合弁とすることで丸く収めようとするが、日本の刑法（賭博の禁止）の絡みから日中合弁方式は行き詰る。
翌々年の1927年(昭和2年)、奉天競馬場問題で関東庁と外務省は対立する。
外務省は内地の競馬法は刑法の付属法なので属人法として満鉄付属地にも適用され、また満鉄付属地に対する関東庁の行政権は警察に関することだけで、それ以外については関東庁は権限を持たないと主張し外交上の問題だとして外務省に権限があるとし、関東庁は競馬法は刑法の付属法ではなく行政法なので満鉄付属地には適用されず、また満鉄付属地に適用すべき法律もないので関東州競馬令を拡大して満鉄付属地に適用するべきと主張した。
外交上の摩擦を生じてでも満洲における日本の権益を拡大させたい関東庁・関東軍・満鉄と外交上の無用な摩擦を避けたい外務省の対立である。
満鉄付属地の行政権をめぐって関東庁と外務省が対立しているさなか、1927年(昭和2年)、時の首相は田中義一に代わる。田中義一は外務大臣を兼任し、対中国を強硬な方針で臨んだ。そして1928年(昭和3年)ハルビン競馬場問題が起こる。日本人が借地していたハルビン競馬場を中国の利権回収運動によって中国官憲が差押えたのである。この事態に田中義一は激怒し、満鉄付属地競馬場問題から国際協調姿勢の外務省の手を引かせ、満鉄付属地競馬場は関東庁の権限下に置かれる。

## 関東州競馬の拡大
関東州では1929年(昭和4年)安東に競馬場が作られる。1931年(昭和6年)に景品付き入場券(揺彩票)が発売されると競馬ブームは拡大する。
昭和6年鞍山、1932年(昭和7年)には旅順、長春(新京)、公主嶺、開原、遼陽に競馬場が作られ、さらに金州、撫順にも競馬場は設けられる。大連、奉天(砂山)、安東は関東局下の公認競馬、それ以外の鞍山、旅順、長春(新京)、公主嶺、開原、遼陽、金州、撫順は各地の警察下の地方競馬である。
満洲国成立後の1934年(昭和9年)、長春の競馬場は満洲国立新京競馬場となり、開原、遼陽の競馬場は資料に名前が見られなくなるので、1935年(昭和10年)には関東州の競馬場は旅順、大連、金州、撫順、鞍山、奉天(砂山)、安東の7か所になる（すでに昭和8年では満洲国の競馬も始まっており、奉天(北陵)、ハルビンが満洲国立競馬場になっていた。）
1934年(昭和9年)から1937年(昭和12年)には奉天には満洲国立の奉天北陵競馬場と関東州下の社団法人による奉天砂山競馬場の2つが存在したが、社団法人奉天競馬倶楽部が経営する奉天砂山競馬場は1937年(昭和12年)、撫順競馬場と合併させられて、撫順には満洲国規格の広大な競馬場が作られる。

## 安東競馬場
1929年(昭和4年)関東州では3番目の競馬場である安東競馬場が開設される。安東競馬場でも1931年(昭和6年)から事実上の宝くじである景品付き入場券を発売し経営は順調であった。安東は朝鮮との国境である鴨緑江に面し朝鮮族が多く住み、対岸の朝鮮・新義州からも容易に来ることが出来たため観客の6割を朝鮮人、3割が日本人、満洲人はわずか1割を占めていた。競馬会会員も100人中の92人は日本人であるが朝鮮人と満洲人も8人加わり、騎手24人中にも朝鮮人が2名参加している。騎手24人のうち21人は日本人でなかでも九州出身者が13人を占めている。馬は満蒙産牝馬で主となる抽籤馬は体高は55インチ(139.7センチ）以下とした。開催も大連・奉天と同じく年に4場所開催し1場所は6日間で1日のレース数は14回である。

## 満鉄付属地競馬場の満洲国委譲
競馬を通じて思う通りの馬政を敷きたい関東軍の思惑通りに1937年(昭和12年) 満鉄付属地にあった競馬場は満洲国に委譲される。建前の上では独立国である満洲国では日本の競馬法に配慮する必要がなくなり、満洲国賽馬法下で馬券は発売枚数、発売金額、払い戻し額が無制限となり、未成年者にまで無制限に馬券を発売する極めてギャンブル性の高い競馬を行った。「大穴」馬券が出るようになり、人気は急上昇している。
満洲国の競馬はこの後大発展していくことになる。

## 取り残された関東州競馬
1937年(昭和12年) 満鉄付属地にあった競馬場が満洲国に委譲されて大発展していったのと比べて、遼東半島先端部の大連、旅順、金州の競馬場は関東州に取り残されている。大連、旅順、金州の競馬場では馬券の枚数制限や払い戻しの上限などの規制は続いた。隣接する満洲国で行われている競馬と比べて制限のある関東州の競馬は苦境に立つ。関東州の競馬関係者は満洲国競馬に準ずることを願い、1940年(昭和15年)関東州の競馬も（日本の植民地でありながら)日本の法体系から離脱して満洲国の賽馬法を取り入れ、無制限の馬券や、宝くじと変わらない揺彩票を売る極めてギャンブル性の高い競馬に変貌していく。